# Ivanhoe
Ivanhoe, povijesni roman škotskog autora sir Waltera Scotta, objavljen 1819.
Radnja je smještena u Englesku 12. stoljeća. Wilfred od Ivanhoea je fiktivni saski vitez koji se vraća u Englesku iz Križarskih ratova, gdje se borio uz Richarda Lavljeg Srca. Otac Cedric ga razbaštinjuje jer se zaljubio u Rowenu koja je obećana drugome. Ivanhoe se prerušava i putuje, pobjeđuje na viteškom turniru i prima nagradu od Rowene.
Roman donosi žive opise viteškog turnira, odmetnika, suđenja vještici i podjela između kršćana i Židova. Vremenom je postao jedan od najutjecajnijih škotskih romana. Smatra se da je nakon objave Ivanhoea porastao interes za stari žanr viteškog romana i izučavanje srednjeg vijeka. Utjecao je i na popularne predodžbe o Robinu Hoodu, Richardu Lavljeg Srca i kralju Johnu. Smjestivši radnju u daleki, dijelom izmaštani svijet srednjeg vijeka, Scott se udaljio od prakse svojih suvremenika koji su pisali realistične romane smještene u bližu prošlosti.